# Obras de A Comédia Humana de Balzac

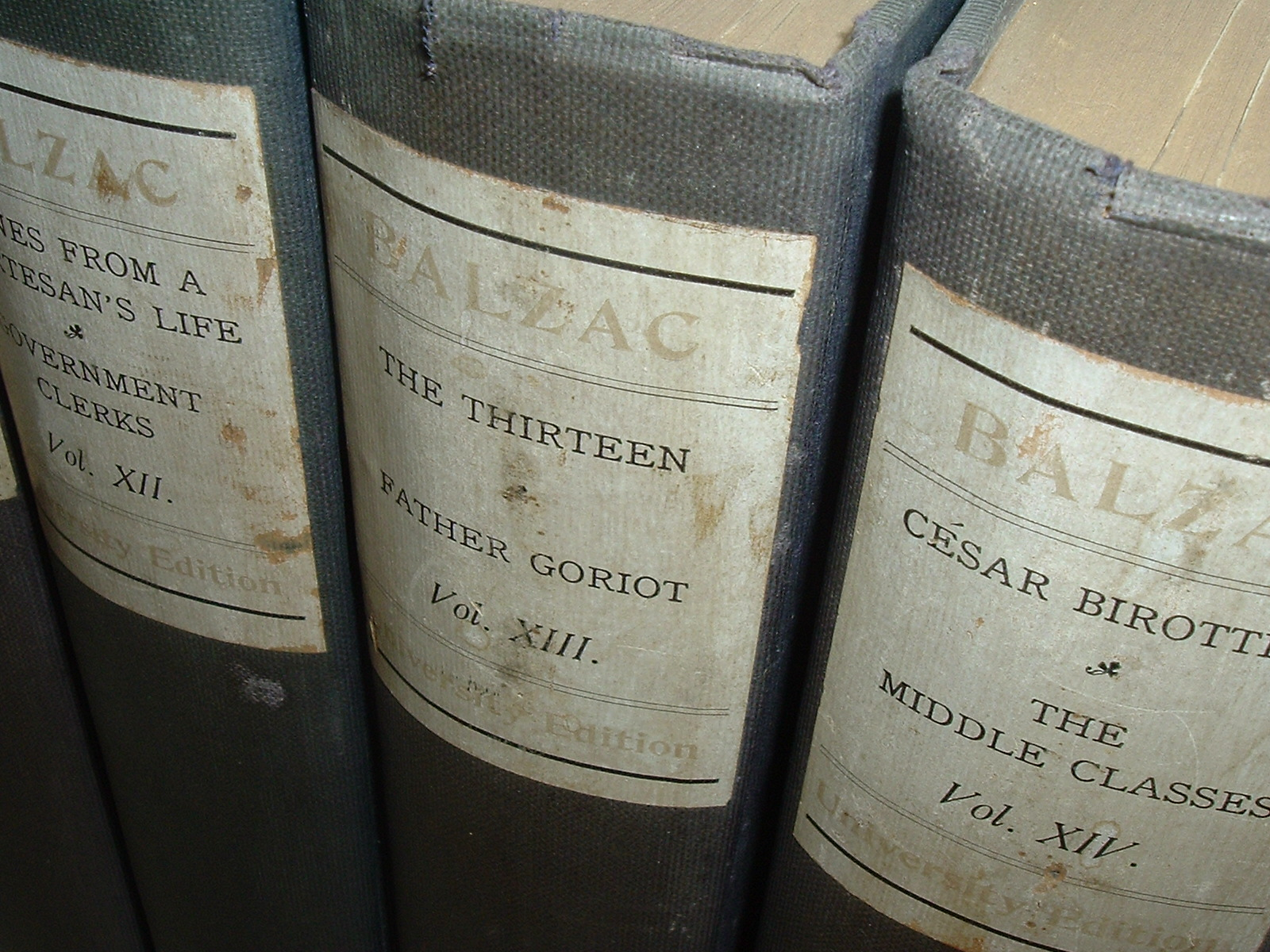
Volumes d'A Comédia Humana, na edição inglesa de 1901

## Grandes obras
Ninguém, nem mesmo Shakespeare e Leonardo da Vinci, consegue criar exclusivamente obras-primas. Não é diferente com Balzac e as oitenta e oito narrativas de sua monumental A Comédia Humana. Otto Maria Carpeaux, a par de um julgamento bastante positivo do autor, não se furta de salientar que "grande parte de sua obra já envelheceu irremediavelmente, porque constituída de romances de mero divertimento, escritos às pressas para ganhar dinheiro" . Provavelmente, estaria pensando em obras menores como Honorina e A Mulher de Trinta Anos (esta, imensamente popular até os dias de hoje). Ainda assim, poucos escritores possuem um resultado tão expressivo na relação entre quantidade e qualidade.
Uma lista contendo algumas das obras consideradas pela crítica como as mais bem realizadas, relevantes e/ou influentes inclui:
- A Estalagem Vermelha (1831) - conto que é umas das primeiras obras que Balzac assinou com seu nome, daí seu clima ainda levemente gótico. Uma das teses do autor é que "na raiz de toda grande fortuna existe um crime" e aqui conta-se como o banqueiro Taillefer construiu a sua; assim, temos dois médicos que passam a noite numa taverna; um terceiro hóspede traz consigo muito dinheiro e aparece morto; todas as provas são contra um dos amigos, que realmente teve a ideia de matá-lo, porém desistiu no último segundo; mesmo assim, aceita sua condenação à morte, pois se sente culpado; sua ideia do assassinato fora transmitida telepaticamente a Taillefer, o outro médico, que é o verdadeiro criminoso e se cala para ficar com a fortuna. Mas o conto não acaba aí: Balzac empregou uma técnica complexa e inovadora, onde a história é contada pela única pessoa que conhecia a trama, estando presentes, entre outros, Taillefer e seu futuro genro, que o desmascara intimamente graças a um pequeno detalhe. Daí, o dilema: é imoral aceitar riquezas sabidamente advindas de um ato criminoso?
- A Menina dos Olhos de Ouro (1835) - esta noveleta é a terceira e última obra do subgrupo "História dos Treze", que também compreende Ferragus ou o Chefe dos Devoradores e A Duquesa de Langeais. Balzac, amante da literatura gótica e do romance histórico, acreditava em transmissão de pensamentos (que ainda não havia ganhado o nome definitivo de telepatia), ocultismo, fisiognomia e, praticamente, qualquer outra teoria pseudocientífica com a qual se deparasse. Além disso, tinha uma queda por sociedades secretas, que aparecem mais de uma vez na Comédia e que são resquícios do que produzia no início de sua carreira. A Sociedade dos Treze é formada por treze amigos que juraram ajudar uns aos outros sempre que houvesse necessidade. Aqui, o cínico e amoral dândi Henrique de Marsay, personagem donjuanesco caro a Balzac, persegue a misteriosa Paquita Valdés por uma Paris surreal, numa trama complexa, onde nada é muito claro e tudo é surpreendente. Balzac, como autoproclamado "historiador de costumes", não fugia dos  tabus de sua época e, com a ousadia que chegou a lhe trazer muitos aborrecimentos, trata aqui do lesbianismo, um tema do qual foi virtualmente o pioneiro.
- A Missa do Ateu (1836) - um dos contos mais apreciados de Balzac, escrito em uma única noite. O doutor Bianchon, personagem recorrente e a quem o próprio Balzac teria invocado em seu leito de morte, vê seu mestre, o cirurgião Desplein, entrar numa igreja e assistir contrito à missa e distribuir esmolas. Ora, Desplein é conhecido pelo seu ateísmo. Um ano depois, a mesma cena se repete. Curioso, Bianchon interpela-o e recebe uma resposta surpreendente, que coloca em dúvida diversos preceitos religiosos.
- A Obra-Prima Ignorada (1832) - conto cuja ação se passa no século XVII e que, portanto, não tem ligação com o restante d'A Comédia Humana. Estamos aqui no terreno das artes plásticas, que Balzac tanto prezava. Mestre Frenhofer pinta sua tela, mas nunca se satisfaz com o resultado e põe-se a refazê-la obsessivamente, pois seu desejo é chegar à essência da arte. Contudo, essa sede de perfeição porá tudo a perder, inclusive sua sanidade. É o conceito de que "o pensamento mata o pensador", presente em diversas obras dos Estudos Filosóficos, além desta, como A Procura do Absoluto e A Pele de Onagro. Há suspeitas de que as ideias sobre pintura expostas na história são, na verdade, de Delacroix, grande amigo do autor. Para Paulo Rónai, "esta obra estranha (...) representa, com A MIssa do Ateu e A Paz Conjugal, o apogeu alcançado por Balzac no domínio do conto" [2].

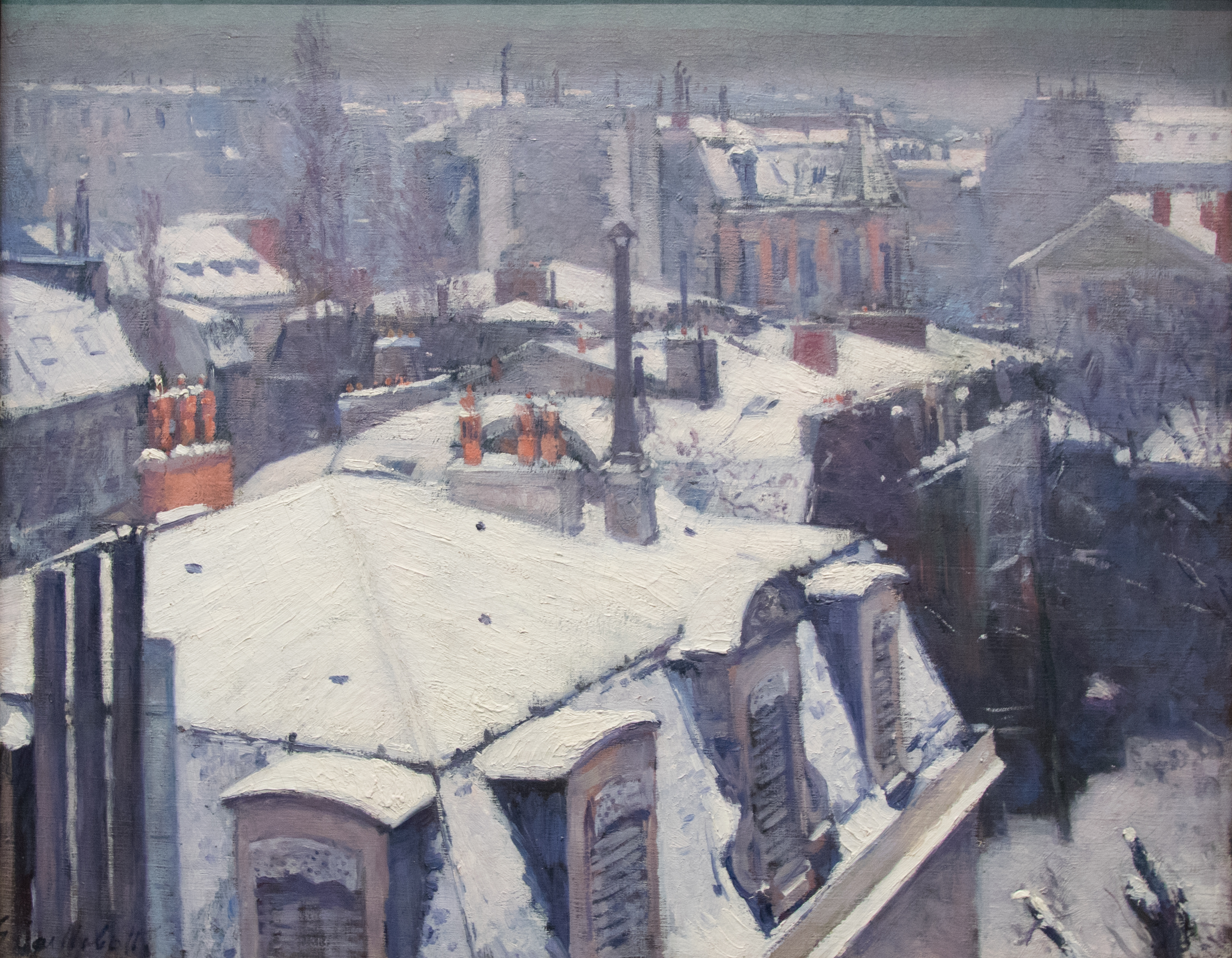
Sótãos de Paris, por Gustave Caillebotte: A Pele de Onagro

- A Pele de Onagro (1831) - este romance é sua obra mais importante entre aquelas do início da carreira, quando ainda escrevia sob a influência da literatura gótica. Em um clima de pesadelo, esta narrativa simbólica é a história de Rafael de Valentin, que vem a possuir uma pele de onagro. Essa pele misteriosa, cuja origem pode ser oriental, permite a satisfação de todos os desejos, porém vai diminuindo de tamanho, enquanto também diminui o tempo de vida de seu possuidor. Há vários pontos de contato entre Rafael e Balzac: ambos escreveram um tratado filosófico, o "Tratado da Vontade" (Balzac era adolescente), ambos moraram em sótãos enquanto passavam por privações e ambos tiveram de enfrentar encarniçados credores. Obra de transição ou aprendizado, há nela dois elementos díspares: a tentativa realista, que ficou em segundo plano, de pintar o retrato fiel de uma mulher manipuladora e a presença do fantástico, representada pelo objeto mágico, que acaba por se impor. Grande sucesso de público à época da publicação, o livro não foi bem visto pela crítica. Contudo, sua importância cresceu com o passar do tempo e hoje, relevando-se alguns defeitos de construção, é visto como sua primeira obra-prima.
- A Prima Bette (1846) - romance que é uma das obras-primas definitivas do autor, pertence ao subgrupo "Os Parentes Pobres", do qual faz parte ainda O Primo Pons. Neste livro, a ressentida, pobre e solteirona Lisbeth Fischer, a personagem-título, vinga-se de maneira terrível de todas as humilhações verdadeiras e imagináveis que sofreu de seus parentes ricos. O trágico é que suas vítimas, várias sem nenhuma estatura moral, veem nela um exemplo de desprendimento e lealdade. Outras grandes personagens são a calculista Valéria Marneffe, comparsa da Prima Bette e umas das maiores cortesãs criadas por Balzac; o decadente barão Hulot d'Ervy, presa do vício da libertinagem, que só faz aumentar à medida que envelhece; e o rico Barão Henrique Montes de Montejanos, único brasileiro a constar na galeria balzaquiana, com um nome que, aliás, de brasileiro tem muito pouco. Montejanos, apaixonado pela Senhora Marneffe, é por ela ludibriado com falsas promessas e reiteradas traições, até o momento em que reclama sua vingança. O horrível instrumento utilizado para isso está perfeitamente de acordo com pessoas originárias de país tão exótico e selvagem...
- A Procura do Absoluto (1834) - o tema do "pensamento matando o pensador", isto é, uma ideia fixa que se apodera do personagem, perpassa várias obras da Comédia, mormente aquelas colocadas entre os Estudos Filosóficos, como A Obra-Prima Ignorada e Gambara. Já neste romance, o químico Baltasar Claes deseja descobrir a matéria mãe de todas as matérias e de tudo que há nos reinos animal, vegetal e mineral. Para isso, ele sacrifica sua família, fortuna, honra e saúde. Balzac estudou Química para escrever o livro, mas chegou a ser acusado de igualar essa ciência à alquimia. Esta crítica não se sustenta, contudo outra sim: apesar de Claes levar a família à bancarrota várias vezes, sua filha sempre consegue repor a fortuna, deixando-a até maior.

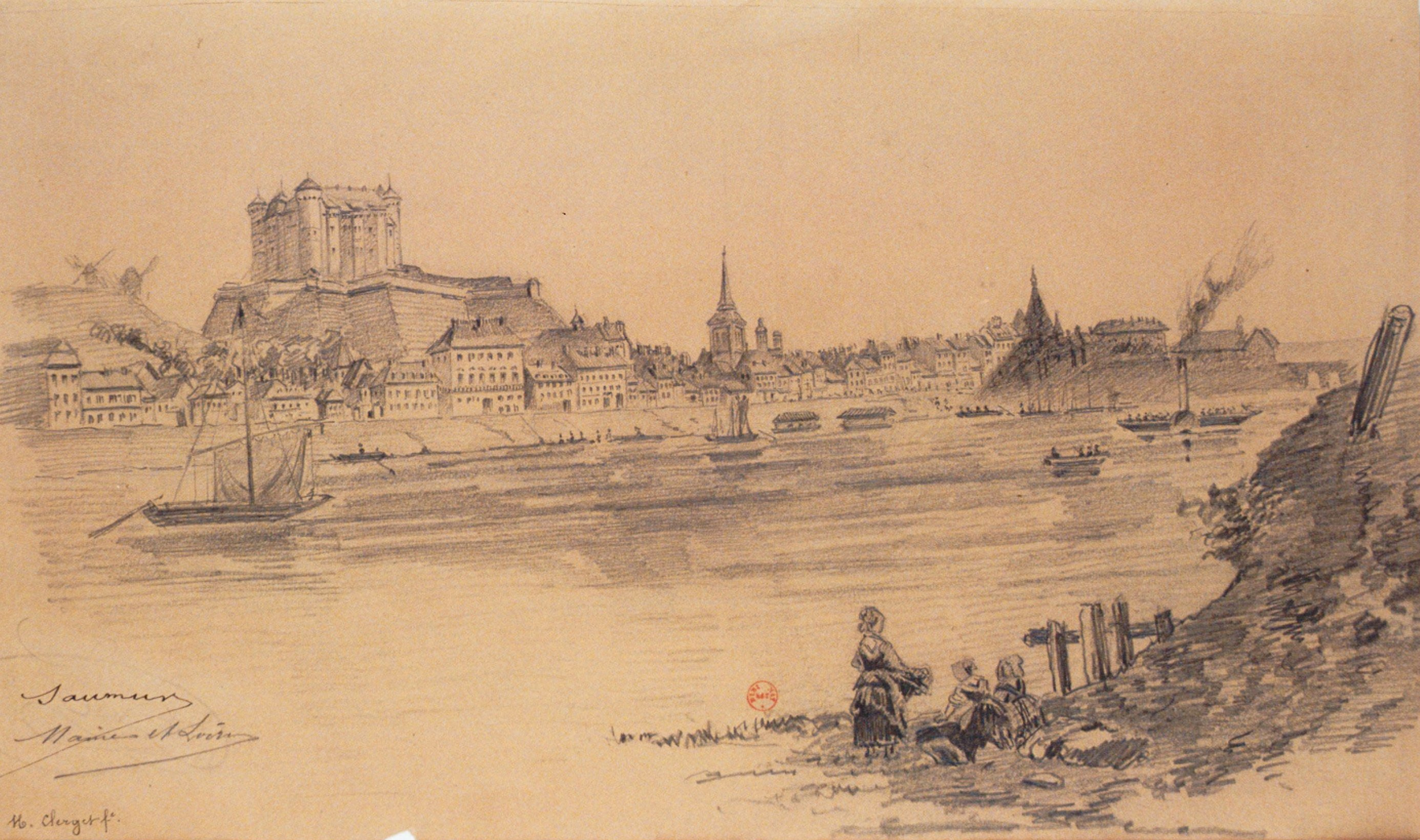
Saumur, onde se desenrola a ação de Eugênia Grandet, em obra de Henry Salomé

- Eugênia Grandet (1833) - universalmente reconhecido como um dos melhores romances de Balzac e, ao mesmo tempo, um dos mais lidos pelo público, conta a história de Eugênia, típica provinciana filha de pai rico e, por isso, disputada por potenciais maridos. Um dia, chega seu primo; ambos se apaixonam, mas o rapaz é fraco e, aconselhado pelo tio, parte em busca de fortuna. Eugênia fica à espera, com a fria resignação de quem ama sem pedir nada em troca. O que, em outras mãos, seria apenas um romance sentimental, alarga-se enormemente pela ação de outros personagens, com destaque para o pai, enriquecido pelo comércio de vinhos, considerado um dos maiores avarentos da história da literatura.
- Esplendores e Misérias das Cortesãs (1869) - a publicação deste romance se deu de forma bastante acidentada: o início da primeira parte ainda em 1838; o restante sucessivamente em 1843, 1844, 1846 e 1847. Todas as partes somente se juntaram em um único volume em 1869, quase vinte anos após a morte do autor. A composição é mais fragmentada que Ilusões Perdidas, da qual é continuação, desenvolvendo-se em quatro linhas, que correspondem às suas quatro partes: os amores de uma cortesã; os amores de um idoso; Luciano de Rubempré e sua segunda tentativa de conquistar Paris; e polícia versus bandidos. Temos aqui quase um "livro de ação", passado em galés e masmorras, com tipos vindos do submundo e seu linguajar característico, crimes horríveis, personagens cruéis e, sem dúvida, uma força extraordinária. A essa altura, Luciano já não é mais aquele poeta ingênuo da obra anterior: agora ele perdeu todo o pejo e usa sua beleza como moeda de troca; mas continua a mesma pessoa fraca, de fácil manipulação. Desta vez, ele se deixa enredar pelo misterioso Padre Carlos Herrera, cuja verdadeira identidade logo descobrimos ser o diabólico Vautrin. Essa que é uma das maiores e mais polêmicas criações de Balzac faz aqui sua derradeira aparição e recebe do autor uma surpreendente, porém lógica e irônica, vida futura. Por outro lado, a descrição dos momentos finais de Luciano é um dos mais belos e poderosos textos saídos da pena do autor.
- História da Grandeza e da Decadência de César Birotteau (1837) - escrito em cerca de vinte dias, em troca de vinte mil francos, esta é uma das obras mais perfeitas e das que melhor ilustram o modo de Balzac fazer literatura. César Birotteau é um modesto perfumista, que se deixa levar pela ambição e acaba arruinado. A vingança engendrada por um antigo empregado, tendo por objeto a especulação imobiliária; a descrição do processo de falências; a fabricação de pomadas e elixires; embalagens, bulas, letras de câmbio, tudo isso faz do romance um verdadeiro tratado comercial, onde pouca coisa acontece, mas que prende a atenção até o fim. O retrato desse artista das essências, meio ingênuo, meio tolo, é tão convincente e humano, que o final deixa o leitor com uma ponta de tristeza e amargura.
- Ilusões Perdidas (1843) - esta é a obra mais extensa de Balzac, principalmente quando levamos em conta sua continuação, também longa, Esplendores e Misérias das Cortesãs (na edição da nova Editora Globo, o conjunto soma mil e cem páginas). Para melhor entender como foi composta A Comédia Humana, basta lembrar que as partes deste livro foram publicadas em épocas diversas, a primeira em 1837 e a última somente em 1843. No entanto a primeira parte de Esplendores... começou a ser publicada já no final de 1838! Temos aqui a história de um dos maiores e mais emblemáticos personagens do autor, o belo poeta Luciano de Rubempré, que deseja sair da província sufocante para se tornar escritor famoso em Paris. Mas Luciano é fraco de caráter e se deixa influenciar por todos com quem trava conhecimento, desde o íntegro escritor Daniel d'Arthez até, principalmente, a rica fauna dos cínicos, amorais, gananciosos e canalhas que parecem predominar em uma Paris onde nada, nem uma minúscula nota no jornal, é inocente ou de graça. Outro personagem importante neste livro que contém tantos é David Séchard, cunhado de Luciano. David é impressor, daí Balzac nos conduzir a uma tipografia e nos mostrar as máquinas, os operários, as gírias empregadas, enfim, o processo completo. Depois David inventa um tipo de papel barato e cai nas garras de espertos concorrentes, que se associam para arruiná-lo. Para além das peripécias de Luciano e David, este romance, de tantas leituras possíveis, aponta a mesquinhez e a pobreza espiritual da província e pinta um retrato arrasador da nascente imprensa moderna, ambiente que Balzac dominava muito bem.
- Melmoth Apaziguado (1835) - fantasia e realidade se misturam nesta novela baseada em Melmoth the Wanderer, romance gótico do escritor inglês Charles Robert Maturin, um dos preferidos de Balzac. Em tom humorístico, de início temos o retrato perfeitamente realista de um representante dessa profissão tão cara ao capitalismo: o caixa de banco, no caso o honesto porém pobre Castanier. Súbito, surge-lhe o errante diabo Melmoth e Castanier celebra com ele um contrato em que aceita vender sua alma em troca de onipotência. Mais tarde, transfere o contrato para outra pessoa, em troca de dinheiro; o novo possuidor também o vende e assim sucessivamente até que a transação passa a ser feita na própria Bolsa com valores cada vez menores. Nessa narrativa de fundo moral, o autor prenuncia, por conseguinte, uma das máximas de nossos dias: tudo é produto, tudo é mercadoria, tudo pode ser vendido, inclusive um pacto sobrenatural!
- O Coronel Chabert (1832) - pequena novela onde o Coronel Chabert, dado por morto nas guerras napoleônicas, descobre que sua esposa herdou sua fortuna, casou-se pela segunda vez e agora o repele. Procura, então, um escritório de advocacia, palco de várias obras do autor. Temos aqui um drama judicial sombrio e pessimista, onde Balzac aproveita o que aprendeu em seus anos como escriturário de cartórios.

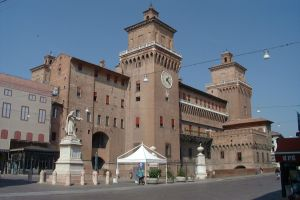
Castelo em Ferrara: O Elixir da Longa Vida

- O Elixir da Longa Vida (1830) - presente em muitas antologias, este conto é típico do início da carreira do autor: ambiente exótico, atmosfera misteriosa, tema escabroso, violência física etc. A história trata de uma variante do "crime do mandarim", que Balzac citou em várias obras, como O Pai Goriot: se você pudesse matar um solitário mandarim perdido nos confins da China para ficar com sua fortuna, e não houvesse a menor possibilidade do crime ser descoberto jamais, você o faria? Aqui, conta-se que o rico pai de Don Juan (o famoso conquistador), estudioso de alquimia, descobriu um óleo que permite a ressurreição, desde que alguém banhe o cadáver logo em seguida à morte. Quando chega sua hora, pede ao filho que o faça, porém este, amante de festas e da boa vida, queda-se inerte e consegue espalhar o líquido apenas em um dos olhos que, apavorado, esmaga ao ver se mexer. Anos depois, eis Don Juan com mulher e filho, a quem sempre tratou muito bem. Um dia, chega sua hora e ele pede ao filho que lhe passe o óleo quando morrer. Será atendido? O final é totalmente bizarro, em clima de grã-guignol.
- O Ilustre Gaudissart (1833) - um conto humorístico, introduz na literatura a figura do caixeiro-viajante, este subproduto dos novos tempos, tão importante nas décadas seguintes para a consolidação do capitalismo. O engraçado Gaudissart, muito querido por Balzac, possui uma eloquência capaz de vender sorvete para esquimós. Um dia, porém, ao oferecer apólices de seguro em um recanto da província, depara-se com um morador esperto. Através de inúmeros mal-entendidos e palavras de duplo sentido, Gaudissart se vê do outro lado do balcão.

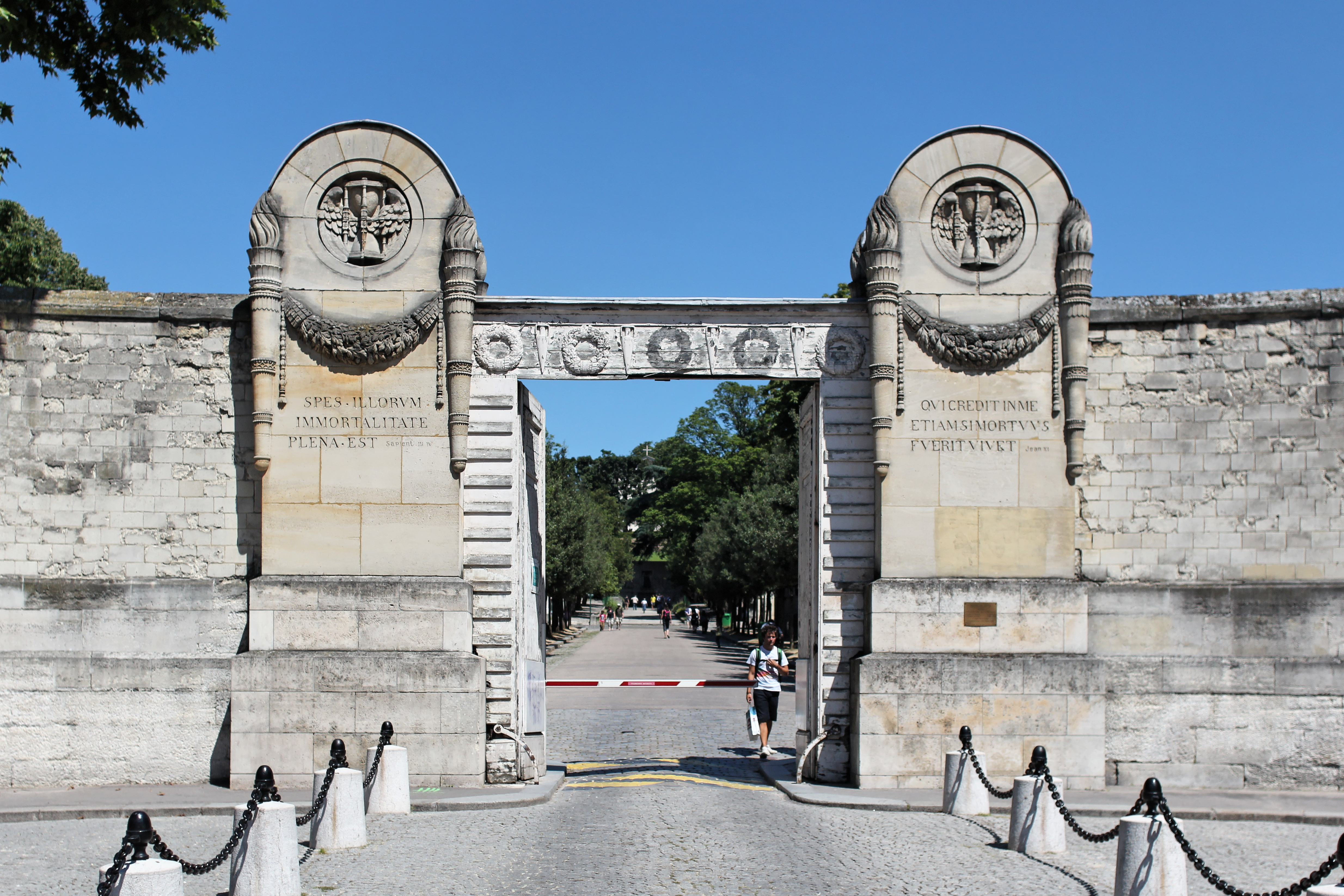
Entrada do Cemitério Père-Lachaise, cenário do final de O Pai Goriot

- O Pai Goriot (1834) - foi neste romance, por muitos considerado sua maior obra-prima, que o autor empregou pela primeira vez a técnica do retorno de personagens. Grande parte da ação se passa na Pensão Vauquer, com sua curiosa tabuleta, onde lê a frase CASA VAUQUER - Pensão burguesa para os dois sexos e outros (Paulo Rónai chama-a "dístico imbecil" [3]). Nela, somos apresentados a algumas das maiores criações de Balzac: o próprio Pai Goriot, antigo comerciante que se deixa arruinar para que as filhas, que o exploram e desprezam, possam freqüentar as altas rodas; Eugênio de Rastignac, para muitos um álter ego do autor, jovem pobre e ambicioso da província que deseja enriquecer em Paris a qualquer custo; e Vautrin, ou Jacques Collin ou, ainda, o "Engana-a-Morte", personificação moderna do diabo, amoral, manipulador e sedutor, que terá uma longa e desnorteante trajetória por outras obras da Comédia. Mais que a história do personagem-título, contam-se aqui as transformações porque passa Rastignac, de interiorano ingênuo a cínico e inescrupuloso. O livro termina com uma cena que se tornou clássica: no cemitério Père-Lachaise, tendo Paris a seus pés, Rastignac "lançou àquela colméia sussurrante um olhar que parecia sugar-lhe antecipadamente o mel e proferiu esta frase suprema: --E agora, nós!" [4]. A cada reaparição, mais alto estará na escala social.
- O Primo Pons (1847) -  este romance compõe, com A Prima Bette, o subgrupo "Os Parentes Pobres". O Primo Pons é um velho e ingênuo músico que, em virtude de impenitente gula, é constantemente humilhado pelos parentes ricos, que ele visita todos os dias em busca de comida. Mas Pons possui outro vício: é inveterado colecionador de objetos de arte (como o próprio Balzac, aliás), que vão sendo amontoados em seu quarto. Quando ele cai doente e se descobre que essas obras valem uma fortuna, uma verdadeira legião de aves de rapina se mobiliza para depená-lo: a porteira Cibot, o comerciante Rémonencq, o joalheiro/agiota Elias Magus, o doutor Poulain, advogados, parentes etc. A única pessoa com quem ele pode contar é seu único amigo, o também velho e pobre músico Schmucke, impotente ante tal desequilíbrio de forças. O Primo Pons é uma das melhores e mais sombrias obras de Balzac, onde ele demonstra todo seu pessimismo em relação à humanidade. Essas pessoas em volta de Pons não sentem o menor remorso nem se conscientizam do crime que estão a praticar, independente de origem, classe social ou profissão. Todos se irmanam, se associam e se hostilizam, dependendo das circunstâncias, com o fito único de ficar com seu quinhão do testamento, da herança, enfim, da coleção do velho músico. No entanto, no meio de tanta baixeza, Balzac ainda encontra tempo para falar de duas novidades de seu tempo: a daguerreotipia e as ferrovias.

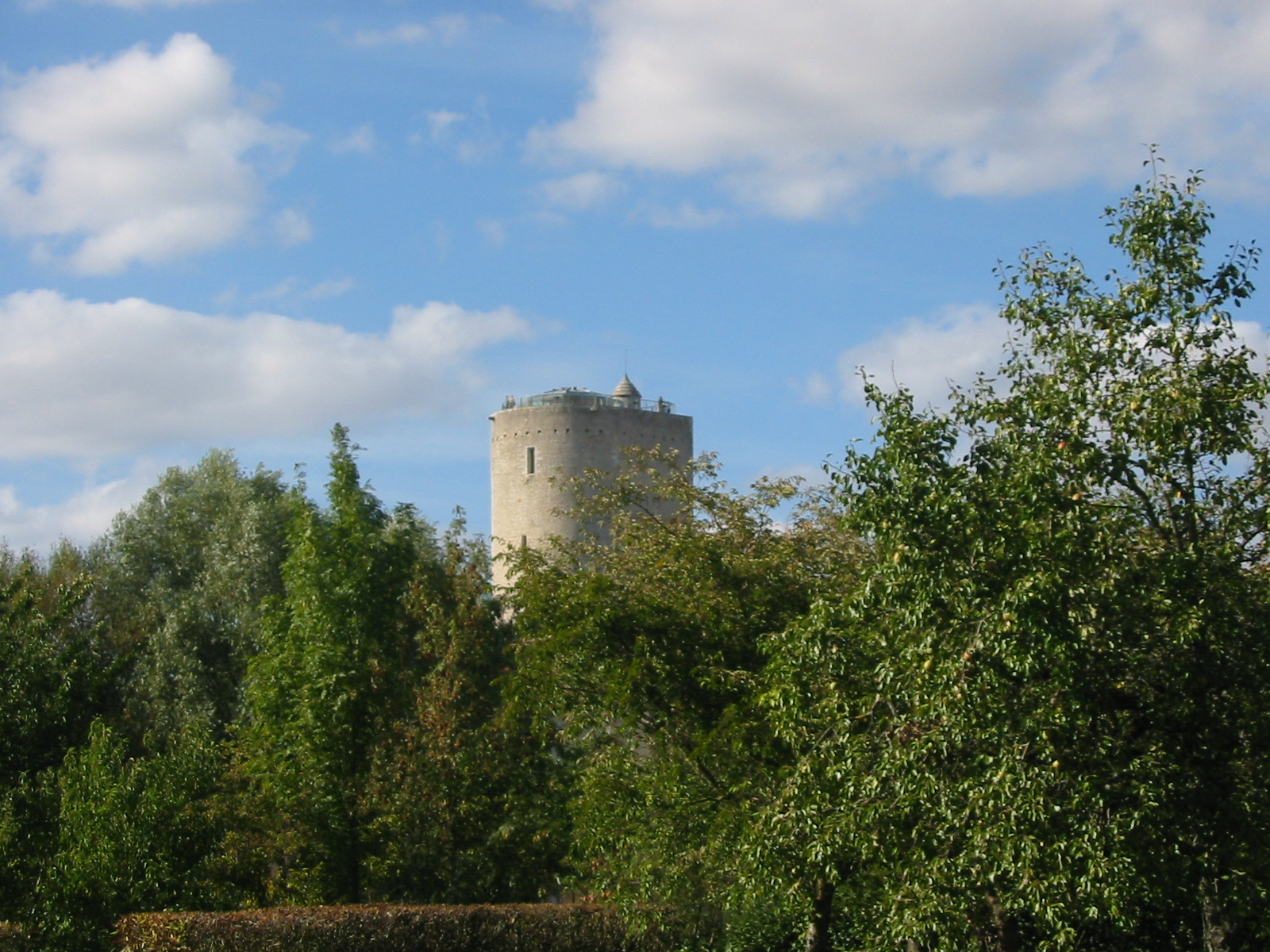
Issoudun: Um Conchego de Solteirão

- Um Conchego de Solteirão (1841) - um dos principais romances do autor, conta-se aqui a história dos irmãos José e Felipe Bridau. O primeiro é pintor, tendo muito de Delacroix, segundo muitos pesquisadores. Já Felipe, militar posto em disponibilidade e inadaptado à paz, evolui para uma das criaturas mais monstruosas criadas por Balzac, apesar das inúmeras chances que tem de se regenerar. Tipicamente, o que está em jogo é uma herança, que Felipe deseja só para si, mas há também deliciosas descrições da vida provinciana, com suas fofocas, seus tipos mesquinhos, seus jogos cruéis e suas sociedades secretas, como os Cavalheiros da Malandragem. Na história, Felipe é o preferido da mãe, que releva seus atos abomináveis e não enxerga a genialidade e o bom coração do outro filho. Estudiosos veem aí uma referência à biografia de Balzac, que mais de uma vez lembrou com amargura que sua própria mãe não não lhe dava o devido valor, colocando-o em segundo plano em relação a seus irmãos Laura e Henri.

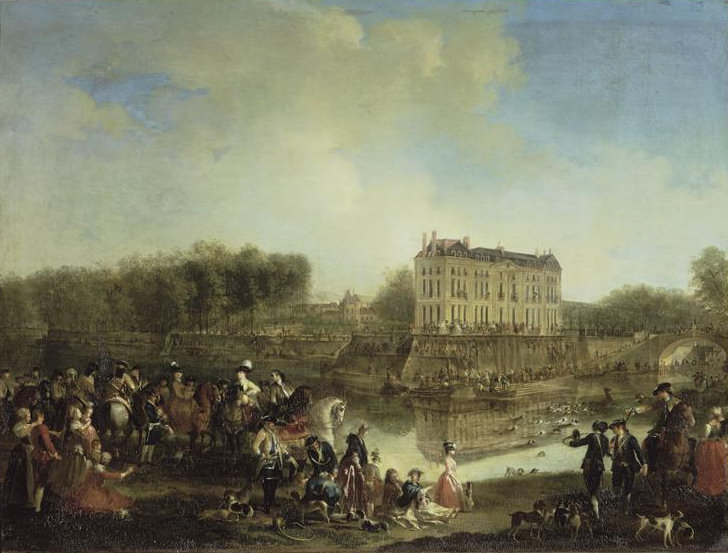
Castelo de L'Isle-Adam, cenário de Uma Estreia na Vida. Obra de Michel Barthélemy Ollivier

- Uma Estreia na Vida (1842) - romance pouco conhecido, narra as desventuras do desagradável adolescente Oscar Husson em sua viagem de Paris a Presles e as consequências daí advindas, já que comete várias gafes. Acompanham-no vários personagens da galeria balzaquiana. Mais que uma estreia, essa obra de título simbólico narra a vida do jovem até o momento em que Balzac percebe que já não vale mais a pena: depois que ele assegura um casamento proveitoso para si, consegue uma sinecura no Estado e aprende a cultivar as amizades certas. Hoje "Oscar é um homem comum, manso, sem pretensões, modesto e sempre se mantendo, como o seu governo, num justo meio. Não causa nem inveja, nem desdém. É, enfim, o burguês moderno." [5]
- Uma Paixão no Deserto (1830) - um dos mais perfeitos contos do autor, considerado por muitos o melhor dos que escreveu, esta obra-prima de apenas quatorze páginas (na edição da nova Editora Globo) se vale de subentendidos e reticências para contar uma história obscura que nos angustia e ao mesmo tempo nos atiça a curiosidade à medida que, num crescendo, atinge seu final. Como acontece com muitos de seus contos iniciais, esta história não tem ligação orgânica aparente com as outras obras da Comédia. Paulo Rónai especula que a identidade do protagonista, não revelada por Balzac, "poderia ter sido perfeitamente atribuída a um dos Treze, o General Montriveau, aprisionado, como sabemos, pelos selvagens da África. Seu caráter ardente e destemido até o predestinava a desempenhar o papel extraordinário do soldado provençal junto à pantera." [6]

## Plano geral
Esta é a relação das oitenta e oito obras que compõem A Comédia Humana, na ordem em que estão dispostas nos dezessete volumes da nova edição da Editora Globo, São Paulo, lançados entre 1989 e 1993:
| Título no Brasil                                            | Título Original                                               | Divisão             | Subdivisão                | Grupo                       | 1a. Edição | Volume |
| ----------------------------------------------------------- | ------------------------------------------------------------- | ------------------- | ------------------------- | --------------------------- | ---------- | ------ |
| 1- Ao “Chat-qui-pelote”                                     | La Maison du “Chat-qui-pelote”                                | Estudos de Costumes | Cenas da Vida Privada     |                             | 1829       | I      |
| 2- O Baile de Sceaux                                        | Le Bal de Sceaux                                              | Estudos de Costumes | Cenas da Vida Privada     |                             | 1829       | I      |
| 3- Memórias de Duas Jovens Esposas                          | Mémoires de deux jeunes mariées                               | Estudos de Costumes | Cenas da Vida Privada     |                             | 1841       | I      |
| 4- A Bolsa                                                  | La Bourse                                                     | Estudos de Costumes | Cenas da Vida Privada     |                             | 1832       | I      |
| 5- Modesta Mignon                                           | Modeste Mignon                                                | Estudos de Costumes | Cenas da Vida Privada     |                             | 1844       | I      |
| 6- Uma Estreia na Vida                                      | Un Début Dans la Vie                                          | Estudos de Costumes | Cenas da Vida Privada     |                             | 1842       | II     |
| 7- Alberto Savarus                                          | Albert Savarus                                                | Estudos de Costumes | Cenas da Vida Privada     |                             | 1842       | II     |
| 8- A Vendeta                                                | La Vendetta                                                   | Estudos de Costumes | Cenas da Vida Privada     |                             | 1830       | II     |
| 9- Uma Dupla Família                                        | Une Double Famille                                            | Estudos de Costumes | Cenas da Vida Privada     |                             | 1842       | II     |
| 10- A Paz Conjugal                                          | La Paix du Ménage                                             | Estudos de Costumes | Cenas da Vida Privada     |                             | 1829       | II     |
| 11- A Falsa Amante                                          | La Fausse Maîtresse                                           | Estudos de Costumes | Cenas da Vida Privada     |                             | 1842       | II     |
| 12- A Senhora Firmiani                                      | Madame Firmiani                                               | Estudos de Costumes | Cenas da Vida Privada     |                             | 1832       | II     |
| 13- Estudo de Mulher                                        | Étude de femme                                                | Estudos de Costumes | Cenas da Vida Privada     |                             | 1830       | II     |
| 14- Uma Filha de Eva                                        | Une fille d'Eve                                               | Estudos de Costumes | Cenas da Vida Privada     |                             | 1838       | II     |
| 15- A Mensagem                                              | Le Message                                                    | Estudos de Costumes | Cenas da Vida Privada     |                             | 1832       | III    |
| 16- O Romeiral                                              | La Grenadière                                                 | Estudos de Costumes | Cenas da Vida Privada     |                             | 1832       | III    |
| 17- A Mulher Abandonada                                     | La Femme abandonnée                                           | Estudos de Costumes | Cenas da Vida Privada     |                             | 1832       | III    |
| 18- Honorina                                                | Honorine                                                      | Estudos de Costumes | Cenas da Vida Privada     |                             | 1843       | III    |
| 19- Beatriz                                                 | Béatrix                                                       | Estudos de Costumes | Cenas da Vida Privada     |                             | 1839       | III    |
| 20- Gobseck                                                 | Gobseck                                                       | Estudos de Costumes | Cenas da Vida Privada     |                             | 1830       | III    |
| 21- A Mulher de Trinta Anos                                 | La Femme de Trente Ans                                        | Estudos de Costumes | Cenas da Vida Privada     |                             | 1842       | III    |
| 22- O Pai Goriot                                            | Le Père Goriot                                                | Estudos de Costumes | Cenas da Vida Privada     |                             | 1834       | IV     |
| 23- O Coronel Chabert                                       | Le Colonel Chabert                                            | Estudos de Costumes | Cenas da Vida Privada     |                             | 1832       | IV     |
| 24- A Missa do Ateu                                         | La Messe d'Athée                                              | Estudos de Costumes | Cenas da Vida Privada     |                             | 1836       | IV     |
| 25- A Interdição                                            | L'Interdiction                                                | Estudos de Costumes | Cenas da Vida Privada     |                             | 1836       | IV     |
| 26- O Contrato de Casamento                                 | Le Contrat de Mariage                                         | Estudos de Costumes | Cenas da Vida Privada     |                             | 1835       | IV     |
| 27- Outro Estudo de Mulher                                  | Autre étude de femme                                          | Estudos de Costumes | Cenas da Vida Privada     |                             | 1842       | IV     |
| 28- Úrsula Mirouët                                          | Ursule Mirouët                                                | Estudos de Costumes | Cenas da Vida Provinciana |                             | 1841       | V      |
| 29- Eugênia Grandet                                         | Eugènie Grandet                                               | Estudos de Costumes | Cenas da Vida Provinciana |                             | 1833       | V      |
| 30- Pierrette                                               | Pierrette                                                     | Estudos de Costumes | Cenas da Vida Provinciana | Os Celibatários             | 1839       | V      |
| 31- O Cura de Tours                                         | Le Curé de Tours                                              | Estudos de Costumes | Cenas da Vida Provinciana | Os Celibatários             | 1832       | V      |
| 32- Um Conchego de Solteirão                                | La Rabouilleuse                                               | Estudos de Costumes | Cenas da Vida Provinciana | Os Celibatários             | 1841       | VI     |
| 33- O Ilustre Gaudissart                                    | L'Illustre Gaudissart                                         | Estudos de Costumes | Cenas da Vida Provinciana | Os Parisienses na Província | 1833       | VI     |
| 34- A Musa do Departamento                                  | La Muse du département                                        | Estudos de Costumes | Cenas da Vida Provinciana | Os Parisienses na Província | 1844       | VI     |
| 35- A Solteirona                                            | La Vieille Fille                                              | Estudos de Costumes | Cenas da Vida Provinciana | As Rivalidades              | 1836       | VI     |
| 36- O Gabinete das Antigüidades                             | Le Cabinet des Antiques                                       | Estudos de Costumes | Cenas da Vida Provinciana | As Rivalidades              | 1837       | VI     |
| 37- Ilusões Perdidas                                        | Illusions Perdues                                             | Estudos de Costumes | Cenas da Vida Provinciana |                             | 1843       | VII    |
| 38- Ferragus                                                | Ferragus                                                      | Estudos de Costumes | Cenas da Vida Parisiense  | História dos Treze          | 1833       | VIII   |
| 39- A Duquesa de Langeais                                   | La Duchesse de Langeais                                       | Estudos de Costumes | Cenas da Vida Parisiense  | História dos Treze          | 1834       | VIII   |
| 40- A Menina dos Olhos de Ouro                              | La fille aux yeux d'or                                        | Estudos de Costumes | Cenas da Vida Parisiense  | História dos Treze          | 1835       | VIII   |
| 41- História da Grandeza e da Decadência de César Birotteau | Histoire de la Grandeur et de la Décadence de César Birotteau | Estudos de Costumes | Cenas da Vida Parisiense  |                             | 1837       | VIII   |
| 42- A Casa Nucingen                                         | La Maison Nucingen                                            | Estudos de Costumes | Cenas da Vida Parisiense  |                             | 1837       | VIII   |
| 43- Esplendores e Misérias das Cortesãs                     | Splendeurs et misères des courtisanes                         | Estudos de Costumes | Cenas da Vida Parisiense  |                             | 1869       | IX     |
| 44- Os Segredos da Princesa de Cadignan                     | Les Secrets de la princesse de Cadignan                       | Estudos de Costumes | Cenas da Vida Parisiense  |                             | 1839       | IX     |
| 45- Facino Cane                                             | Facino Cane                                                   | Estudos de Costumes | Cenas da Vida Parisiense  |                             | 1836       | IX     |
| 46- Sarrasine                                               | Sarrasine                                                     | Estudos de Costumes | Cenas da Vida Parisiense  |                             | 1830       | IX     |
| 47- Pedro Grassou                                           | Pierre Grassou                                                | Estudos de Costumes | Cenas da Vida Parisiense  |                             | 1839       | IX     |
| 48- A Prima Bete                                            | La Cousine Bette                                              | Estudos de Costumes | Cenas da Vida Parisiense  | Os Parentes Pobres          | 1846       | X      |
| 49- O Primo Pons                                            | Le Cousin Pons                                                | Estudos de Costumes | Cenas da Vida Parisiense  | Os Parentes Pobres          | 1847       | X      |
| 50- Um Homem de Negócios                                    | Un homme d’affaires                                           | Estudos de Costumes | Cenas da Vida Parisiense  |                             | 1845       | XI     |
| 51- Um Príncipe da Boêmia                                   | Un prince de la bohème                                        | Estudos de Costumes | Cenas da Vida Parisiense  |                             | 1846       | XI     |
| 52- Gaudissart II                                           | Gaudissart II                                                 | Estudos de Costumes | Cenas da Vida Parisiense  |                             | 1844       | XI     |
| 53- Os Funcionários                                         | Les Employés                                                  | Estudos de Costumes | Cenas da Vida Parisiense  |                             | 1838       | XI     |
| 54- Os Comediantes sem o Saberem                            | Les comédiens sans le savoir                                  | Estudos de Costumes | Cenas da Vida Parisiense  |                             | 1846       | XI     |
| 55- Os Pequenos Burgueses                                   | Les Petits Bourgeois                                          | Estudos de Costumes | Cenas da Vida Parisiense  |                             | 1854       | XI     |
| 56- O Avesso da História Contemporânea                      | L'Envers de l'histoire contemporaine                          | Estudos de Costumes | Cenas da Vida Parisiense  |                             | 1848       | XI     |
| 57- Um Episódio do Terror                                   | Un épisode sous la Terreur                                    | Estudos de Costumes | Cenas da Vida Política    |                             | 1831       | XII    |
| 58- Um Caso Tenebroso                                       | Une ténébreuse affaire                                        | Estudos de Costumes | Cenas da Vida Política    |                             | 1841       | XII    |
| 59- O Deputado de Arcis                                     | Le Député d'Arcis                                             | Estudos de Costumes | Cenas da Vida Política    |                             | 1854       | XII    |
| 60- Z. Marcas                                               | Z. Marcas                                                     | Estudos de Costumes | Cenas da Vida Política    |                             | 1840       | XII    |
| 61- A Bretanha em 1799                                      | Les Chouans                                                   | Estudos de Costumes | Cenas da Vida Militar     |                             | 1829       | XII    |
| 62- Uma Paixão no Deserto                                   | Une Passion dans le Désert                                    | Estudos de Costumes | Cenas da Vida Militar     |                             | 1830       | XII    |
| 63- Os Camponeses                                           | Les Paysans                                                   | Estudos de Costumes | Cenas da Vida Rural       |                             | 1855       | XIII   |
| 64- O Médico Rural                                          | Le Médecin de Campagne                                        | Estudos de Costumes | Cenas da Vida Rural       |                             | 1833       | XIII   |
| 65- O Cura da Aldeia                                        | Le Curé de Village                                            | Estudos de Costumes | Cenas da Vida Rural       |                             | 1841       | XIV    |
| 66- O Lírio do Vale                                         | Le Lys dans la vallée                                         | Estudos de Costumes | Cenas da Vida Rural       |                             | 1836       | XIV    |
| 67- A Pele de Onagro                                        | La Peau de chagrin                                            | Estudos Filosóficos |                           |                             | 1831       | XV     |
| 68- Jesus Cristo em Flandres                                | Jésus-Christ en Flandre                                       | Estudos Filosóficos |                           |                             | 1831       | XV     |
| 69- Melmoth Apaziguado                                      | Melmoth Réconcilié                                            | Estudos Filosóficos |                           |                             | 1835       | XV     |
| 70- Massimilla Doni                                         | Massimilla Doni                                               | Estudos Filosóficos |                           |                             | 1839       | XV     |
| 71- A Obra-Prima Ignorada                                   | Le Chef-d'œuvre inconnu                                       | Estudos Filosóficos |                           |                             | 1832       | XV     |
| 72- Gambara                                                 | Gambara                                                       | Estudos Filosóficos |                           |                             | 1837       | XV     |
| 73- A Procura do Absoluto                                   | La Recherche de l'absolu                                      | Estudos Filosóficos |                           |                             | 1834       | XV     |
| 74- O Filho Maldito                                         | L'Enfant maudit                                               | Estudos Filosóficos |                           |                             | 1837       | XVI    |
| 75- As Maranas                                              | Les Marana                                                    | Estudos Filosóficos |                           |                             | 1832       | XVI    |
| 76- O Conscrito                                             | Le Réquisitionnaire                                           | Estudos Filosóficos |                           |                             | 1831       | XVI    |
| 77- "El Verdugo"                                            | El Verdugo                                                    | Estudos Filosóficos |                           |                             | 1830       | XVI    |
| 78- Um Drama à Beira-Mar                                    | Un drame au bord de la mer                                    | Estudos Filosóficos |                           |                             | 1835       | XVI    |
| 79- Mestre Cornélius                                        | Maître Cornélius                                              | Estudos Filosóficos |                           |                             | 1831       | XVI    |
| 80- A Estalagem Vermelha                                    | L'Auberge rouge                                               | Estudos Filosóficos |                           |                             | 1831       | XVI    |
| 81- Sobre Catarina de Médicis                               | Sur Catherine de Médicis                                      | Estudos Filosóficos |                           |                             | 1843       | XVI    |
| 82- O Elixir da Longa Vida                                  | L'Élixir de longue vie                                        | Estudos Filosóficos |                           |                             | 1830       | XVI    |
| 83- Os Proscritos                                           | Les Proscrits                                                 | Estudos Filosóficos |                           |                             | 1831       | XVI    |
| 84- Adeus                                                   | Adieu                                                         | Estudos Filosóficos |                           |                             | 1830       | XVI    |
| 85- Luís Lambert                                            | Louis Lambert                                                 | Estudos Filosóficos |                           |                             | 1832       | XVII   |
| 86- Seráfita                                                | Séraphîta                                                     | Estudos Filosóficos |                           |                             | 1834       | XVII   |
| 87- Fisiologia do Casamento                                 | Physiologie du mariage                                        | Estudos Analíticos  |                           |                             | 1829       | XVII   |
| 88- Pequenas Misérias da Vida Conjugal                      | Petites misères de la vie conjugale                           | Estudos Analíticos  |                           |                             | 1846       | XVII   |

A edição mais antiga de 1954 continha ainda ensaios críticos introdutórios em cada volume, escritos por grandes críticos, filósofos e escritores famosos e traduzidos para o português. Esses ensaios foram, infelizmente, removidos na reedição acima mencionada. Em contrapartida, adicionou-se o famoso prefácio do autor, que a edição de 1954 não continha.
| Volume | Título do ensaio                       | Autor                   | Página |
| ------ | -------------------------------------- | ----------------------- | ------ |
| I      | A vida de Balzac                       | Paulo Rónai             | xiii   |
| II     | Balzac                                 | Hippolyte Taine         | xiii   |
| III    | Balzac                                 | Victor Hugo             | ix     |
| III    | Honoré de Balzac                       | Théodore de Banville    | xv     |
| VI     | Balzac                                 | Anatole France          | xiii   |
| VI     | Balzac, escritor universal             | Ferdinand Baldensperger | vi     |
| V      | Balzac                                 | Sainte-Beuve            | xiii   |
| VI     | Balzac e o naturalismo no romance      | Teófilo Braga           | xiii   |
| VII    | Balzac                                 | Émile Faguet            | xiii   |
| VIII   | Chaudes-Aigues e Balzac                | Émile Zola              | xi     |
| VIII   | Os livros subterrâneos de Balzac       | Stefan Zweig            | xxi    |
| IX     | Balzac                                 | Georg Brandes           | xi     |
| X      | Balzac, uma análise marxista           | V. Grib                 | xxi    |
| XI     | Balzac e os irmãos da consolação       | Marcel Bouteron         | 494    |
| XI     | Sobre caracteres no romance e no drama | Hugo von Hofmannsthal   | xiii   |
| XII    | Balzac                                 | Pierre Mille            | xiii   |
| XII    | Introdução a Balzac                    | Raymond Mortimer        | xxi    |
| XIII   | O método de Balzac                     | Ramon Fernandez         | xi     |
| XIII   | A humanidade vista por Balzac          | Ronald de Carvalho      | xxv    |
| XIV    | O caso Lemoine num romance de Balzac   | Marcel Proust           | xi     |
| XIV    | H. de Balzac                           | Nestor Victor           | xix    |
| XV     | A influência de Balzac                 | Ernst Curtius           | xiii   |
| XVI    | Balzac                                 | Benedetto Croce         | xi     |
| XVI    | Elogia e sátira de Balzac              | Pio Baroja              | xxiii  |
| XVII   | Balzac                                 | Henry James             | xi     |